# Ula bifilata
Ula bifilata är en tvåvingeart som beskrevs av Edwards 1933. Ula bifilata ingår i släktet Ula och familjen hårögonharkrankar. Inga underarter finns listade i Catalogue of Life.